# János Steinmetz
János Steinmetz   (Budapest, 15 d'octubre de 1947 - Budapest, 9 de maig de 2007) fou un waterpolista hongarès que va competir durant les dècades de 1960 i 1970. Era el pare dels també waterpolistes Barnabás Steinmetz i Ádám Steinmetz.
El 1968 va prendre part en els Jocs Olímpics d'Estiu de Ciutat de Mèxic, on guanyà la medalla de bronze en la competició del waterpolo. En el seu palmarès també destaquen dues medalles al Campionat d'Europa de waterpolo, de plata el 1970 i d'or el 1977.
A nivell de clubs jugà al Vasas fins al 1961, el Ferencváros, amb qui guanyà la lliga hongaresa de 1965 i la Recopa d'Europa de 1975, 1978 i 1980 i la Supercopa de 1978. El 1981 va passar a l'OSC Budapest.
Com a entrenador, entre 1984 i 1987, va treballar amb les seleccions juvenils hongareses. Entre el 1987 i 1989 fou l'entrenador ajudant de la selecció masculina hongaresa.